# Vojany
Vojany (bis 1948 slowakisch „Vajany“; ungarisch Vaján) ist eine Gemeinde in der Südostslowakei. Sie liegt im Ostslowakischen Tiefland am Fluss Laborec, 6 km von Veľké Kapušany und 26 km von Michalovce entfernt.

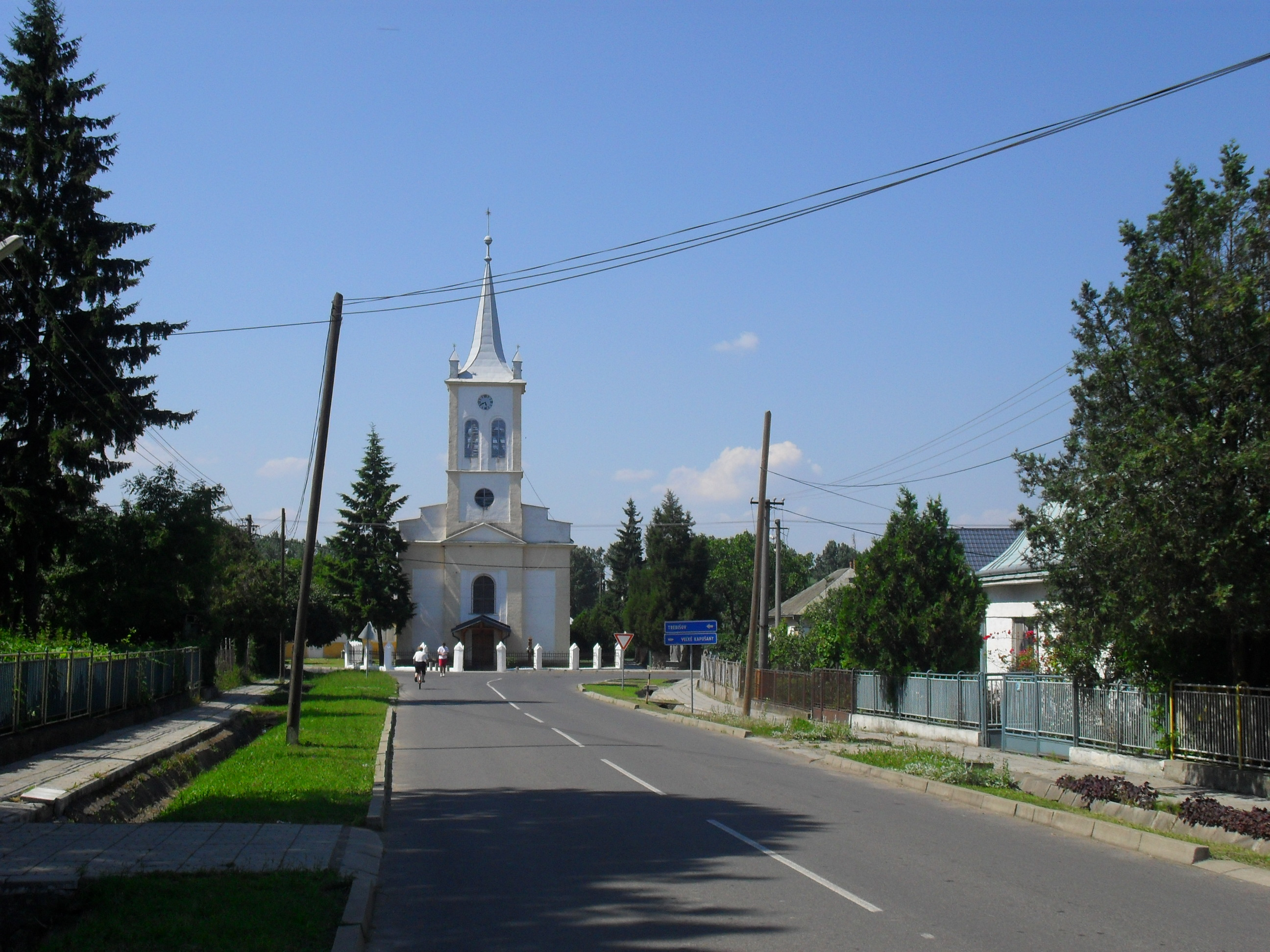
Straßenbild im Ort mit der reformierten Kirche im Hintergrund

Der Ort wurde 1323 erstmals schriftlich erwähnt. 
Bis 1918 gehörte er im Komitat Ung zum Königreich Ungarn, kam danach zur neu entstandenen Tschechoslowakei, wurde aber auf Grund des Ersten Wiener Schiedsspruchs von 1938 bis 1945 wieder ein Teil Ungarns. Seither ist die Gemeinde ein Teil der Tschechoslowakei beziehungsweise seit 1993 der Slowakei. Die Steinkohlenkraftwerke Vojany I und Vojany II befinden sich in der Nähe des Orts. Auf dem Gemeindegelände befindet sich auch eine Ausweichstelle der Breitspurstrecke Uschhorod–Košice.

## Bevölkerung
| Jahr                | 1994 | 2004     | 2014    | 2024    |
| ------------------- | ---- | -------- | ------- | ------- |
| Anzahl der Personen | 714  | 825      | 881     | 950     |
| Unterschied         |      | +15,54 % | +6,78 % | +7,83 % |

| Jahr                | 2023 | 2024    |
| ------------------- | ---- | ------- |
| Anzahl der Personen | 947  | 950     |
| Unterschied         |      | +0,31 % |